# إيرك تين هاغ
إيرك تين هاغ (بالهولندية: Erik ten Hag) (مواليد 2 فبراير 1970) هو مدرب كرة قدم ولاعب كرة قدم هولندي سابق في مركز الدفاع. لعب مع آر كي سي فالفيك وتفينتي أنشخيدة ودي غرافشاب ونادي أوترخت.
تين هاغ كان مدرب مانشستر يونايتد الإنجليزي مُنذ موسم 2022–23 حتى إقالته في 28 أكتوبر 2024.
```
في 26 مايو 2025، أعلن نادي باير ليفركوزن الألماني عن تعيين المدرب الهولندي ‘’‘إريك تين هاج’’’ مديرًا فنيًا للفريق بعقد يمتد حتى 30 يونيو 2027، ليخلف الإسباني تشابي ألونسو الذي رحل عن النادي بنهاية موسم 2024–25.
"Erik ten Hag appointed new Bayer Leverkusen head coach"
. 
Reuters
 (بالإنجليزية). Archived from 
the original
 on 2025-05-27
. Retrieved 
2025-07-19
.
 بدأ تين هاج مهمته رسميًا مع انطلاق فترة الإعداد للموسم الجديد في 1 يوليو 2025
```

## المسيرة الإدارية

### ما قبل المسيرة الإدارية
بعد اعتزاله اللعب، تولى تين هاغ دورًا تدريبيًا في أكاديمية تفينتي، حيث كان يشرف على فريق تحت 17 سنة، ثم فريق تحت 19 سنة حتى عام 2006، عندما تم ترقيته إلى مساعد مدرب. عمل تحت قيادة فريد روتن ولاحقًا ستيف مكلارين حتى عام 2009. ثم انضم إلى بي إس في أيندهوفن كمدرب مساعد تحت قيادة روتن مرة أخرى.

### المسيرة المبكرة
في عام 2012، تم تعيين تين هاغ كمدير لفريق غو أهيد إيغلز في الدرجة الأولى الهولندية من قبل مارك أوفرمارس، الذي كان مساهمًا في النادي. خلال موسمه الوحيد مع الفريق، قاد تين هاغ الفريق إلى أول ترقية لهم منذ 17 عامًا.
درب تين هاغ فريق بايرن ميونيخ الثاني من 6 يونيو 2013 حتى عام 2015، عندما تم استبداله بهيكو فوجل. خلال فترة تدريبه، قاد فريقه إلى دوري المنطقة البافارية.
ثم أصبح تين هاغ المدير الرياضي والمدرب الرئيسي لفريق أوتريخت في صيف 2015 بعقد لمدة عامين. في موسمه الأول، قاد النادي إلى نهائي كأس هولندا 2016، وخسر بنتيجة 2-1 أمام فينورد بقيادة جيوفاني فان برونكهورست؛ واحتل المركز الخامس في الدوري، مما أهلهم للمباريات الفاصلة للحصول على مكان في الدوري الأوروبي، لكنهم خسروا 3-1 في المجموع أمام هيراكليس ألميلو. في الموسم التالي، احتل أوتريخت المركز الرابع وتأهل للمباريات الفاصلة مرة أخرى، حيث تأهلوا للمشاركة الأوروبية بضربات الترجيح ضد إي زد ألكمار. كان أوتريخت في المركز السادس عندما غادر تين هاغ في منتصف موسم الدوري الهولندي 2017-18.

#### أياكس أمستردام

##### موسم 2017-18
في 28 ديسمبر 2017، تم تعيين تين هاغ كمدرب رئيسي لفريق أياكس بعد إقالة مارسيل كايزر. وقع عقدًا حتى يونيو 2020. وصل إلى فريق كان قد تم إقصاؤه بالفعل من الكأس المحلية وكذلك من جولات التصفيات لدوري أبطال أوروبا والدوري الأوروبي. كانت مباراته الأولى في 21 يناير 2018 بفوز 2-0 على فينورد في ديربي الكلاسيكو.

##### موسم 2018-19
قاد تين هاغ الفريق إلى نصف نهائي دوري أبطال أوروبا 2018-19 لأول مرة منذ عام 1997، بفوزه على ريال مدريد حامل اللقب 4-1 في سانتياغو برنابيو في دور الـ16، وكذلك بفوزه على يوفنتوس خارج أرضه 2-1 بعد تعادله 1-1 في الذهاب على أرضه في ربع النهائي. في مباراة الذهاب لنصف النهائي، قاد فريقه للفوز 1-0 ضد توتنهام هوتسبير في ملعب توتنهام الجديد. ولكن في مباراة الإياب، سجل لوكاس مورا هاتريك في الشوط الثاني لتوتنهام، وكان الهدف الأخير في الدقيقة 96 ليتفوق على أياكس بقاعدة الأهداف خارج الأرض.
فاز تين هاغ بأول كأس له كمدرب مع أياكس في 5 مايو 2019، بكأس هولندا 2018-19، بفوزه على فيلم تو في النهائي. بعد عشرة أيام، فاز أياكس بالدوري الهولندي بعد فوز 4-1 خارج أرضه على دي جرافشاب، محققًا الثنائية. في نهاية الموسم، وقع تين هاغ عقدًا جديدًا حتى عام 2022.

##### موسم 2019-20
بدأ أياكس موسم 2019-20 بفوز 2-0 على بي إس في أيندهوفن في كأس يوهان كرويف. خلال موسم الدوري الهولندي 2019-20، فاز أياكس بـ14 مباراة وتعادل في اثنتين من أول 16 مباراة. تلت ذلك هزيمتان متتاليتان أمام فيلم تو وإي زد ألكمار. تذبذب أداء أياكس بعد هذه الهزائم، مع خسارة الفريق ثلاث مباريات أخرى في المباريات الثمانية التالية، بالإضافة إلى هزيمة ثانية في الدوري أمام إي زد ألكمار. ولكن بسبب جائحة كوفيد-19 العالمية، تم إلغاء موسم الدوري الهولندي، مما يعني أنه على الرغم من تصدر أياكس بفارق الأهداف عن إي زد ألكمار، لن يكون هناك فائز رسمي بموسم الدوري الهولندي 2019-20. كانت حملة أياكس الأوروبية أقل نجاحًا نسبيًا مقارنة بالموسم السابق، حيث احتل المركز الثالث في مجموعته في دوري أبطال أوروبا 2019-20 وتم نقلهم إلى الدوري الأوروبي، حيث تم إقصاؤهم من قبل خيتافي بعد خسارة مجموع 3-2 في دور الـ32.

##### موسم 2020-21
بدأ أياكس موسم 2020-21 بفوزه في أول ثلاث مباريات، قبل هزيمة 1-0 أمام جرونينجن، والتي كانت واحدة من الهزيمتين اللتين تعرض لهما فريق تين هاغ في الدوري على مدار الموسم. في 24 أكتوبر 2020، قاد تين هاغ أياكس إلى فوز تاريخي 13-0 على في في في-فينلو، مسجلاً أكبر فوز في تاريخ الدوري الهولندي. في الدوري الأوروبي، خسر الفريق 3-2 في المجموع أمام روما في ربع النهائي. في 18 أبريل 2021، قاد تين هاغ أياكس إلى فوزهم العشرين بكأس هولندا بفوز 2-1 على فيتيسه في النهائي. بعد أسبوعين، مدد تين هاغ عقده مع أياكس حتى نهاية موسم 2022-23.

##### موسم 2021-22
بدأ أياكس موسم 2021-22 بهزيمة 4-0 في كأس يوهان كرويف أمام بي إس في، قبل أن يظل دون هزيمة في أول سبع مباريات في الدوري قبل هزيمة 1-0 على أرضه أمام أوتريخت. كانت هذه واحدة من ثلاث هزائم في الدوري لأياكس على مدار الموسم، حيث فاز الفريق باللقب، مع نتائج شملت فوز 5-0 على بي إس في في 24 أكتوبر 2021. فاز أياكس بجميع مباريات مجموعته الست في دوري أبطال أوروبا 2021-22. في 16 يناير 2022، أصبح تين هاغ أسرع مدرب في تاريخ الدوري يصل إلى 100 فوز مع أياكس، محققًا هذا الإنجاز في 128 مباراة، عندما فاز فريقه على أوتريخت 3-0 خارج أرضه في الجولة التاسعة عشرة. تم إقصاء أياكس في النهاية من قبل بنفيكا في دور الـ16، بينما فازوا بلقب الدوري الهولندي الثالث في أربع سنوات، بعد فوز 5-0 على أرضهم ضد هيرنفين في 11 مايو 2022. كما وصل فريق تين هاغ إلى نهائي كأس هولندا 2022، وخسر 2-1 أمام بي إس في.

#### مانشستر يونايتد

##### موسم 2022-23
في 21 أبريل 2022، تم تعيين تين هاغ كمدرب لمانشستر يونايتد بدءًا من نهاية موسم 2021-22 حتى يونيو 2025، مع خيار التمديد لسنة إضافية. انضم إليه ميتشل فان دير غاغ وستيف مكلارين كجزء من طاقمه التدريبي. في 16 مايو، تأكد أن تين هاغ ترك دوره في أياكس مبكرًا لبدء استعداداته كمدرب لمانشستر يونايتد لموسم 2022-23.
خسر تين هاغ أول مباراة له في الدوري الإنجليزي الممتاز 2-1 على أرضه أمام برايتون أند هوف ألبيون في 7 أغسطس. بعد هزيمة 4-0 خارج أرضه أمام برينتفورد في مباراته الثانية في الدوري الإنجليزي الممتاز، أصبح تين هاغ أول مدرب لمانشستر يونايتد يخسر أول مباراتين له في الدوري منذ جون تشابمان في 1921. في 22 أغسطس، حقق تين هاغ أول فوز له في مباراة رسمية كمدرب لمانشستر يونايتد عندما فاز فريقه 2-1 على ليفربول في أولد ترافورد، وكان هذا أول فوز لمانشستر يونايتد في الدوري على ليفربول منذ مارس 2018. في 11 يناير 2023، قاد تين هاغ مانشستر يونايتد إلى الفوز 3-0 على تشارلتون أثليتيك في كأس الرابطة الإنجليزية، وأصبح أسرع مدرب لمانشستر يونايتد يصل إلى 20 فوزًا رسميًا، محققًا هذا الإنجاز في 27 مباراة. في 26 فبراير، فاز فريق تين هاغ على نيوكاسل يونايتد 2-0 ليفوز بكأس الرابطة، محققًا أول لقب لهم منذ 2017. لكن في أول مباراة لهم في الدوري بعد رفع الكأس، خسر فريق تين هاغ بنتيجة قاسية 7-0 في
أنفيلد، معقل ليفربول، في أثقل هزيمة في تاريخ تلك المواجهة، وكانت هذه أول مرة يستقبل فيها مانشستر يونايتد سبعة أهداف منذ عام 1931.
في موسمه الأول مع النادي، قاد تين هاغ مانشستر يونايتد إلى مكان في دوري أبطال أوروبا 2023-24، حيث أنهوا الموسم في المركز الثالث في الدوري الإنجليزي الممتاز، ووصلوا إلى نهائي كأس الاتحاد الإنجليزي 2023، حيث خسروا أمام مانشستر سيتي بنتيجة 2-1.

##### موسم 2023-24
بدأ مانشستر يونايتد موسم 2023-24 بفوز 1-0 في الدوري الإنجليزي الممتاز على ولفرهامبتون واندررز في 14 أغسطس. في 1 نوفمبر، خرج مانشستر يونايتد من كأس الرابطة في الجولة الرابعة بعد خسارة 3-0 على أرضه أمام نيوكاسل يونايتد، الذي فازوا عليه في النهائي الموسم السابق. حصل تين هاغ على جائزة مدرب الشهر في الدوري الإنجليزي الممتاز لشهر نوفمبر. كما حصل لاعب مانشستر يونايتد هاري ماغواير على جائزة لاعب الشهر. في 12 ديسمبر، خرج مانشستر يونايتد من دوري أبطال أوروبا بعد خسارة 1-0 أمام بايرن ميونيخ، وأنهى مشواره في المركز الأخير في مجموعته برصيد 4 نقاط مما يعني عدم وجود كرة قدم أوروبية لبقية الموسم. في 17 مارس 2024، فاز مانشستر يونايتد على ليفربول 4-3 بعد الوقت الإضافي في أولد ترافورد، بفضل هدف متأخر من عماد ديالو في الوقت المحتسب بدل الضائع، ليتأهل مانشستر يونايتد إلى نصف نهائي كأس الاتحاد الإنجليزي. بعد هذه النتيجة، قال تين هاغ إن هذا قد يكون نقطة تحول في الموسم لفريقه. انتهى مانشستر يونايتد موسم الدوري الإنجليزي الممتاز 2023-24 بفوز 2-0 على برايتون، ليحتل المركز الثامن برصيد 60 نقطة وفارق أهداف -1.

## الإنجازات
كلاعب
- دي جرافشاب [9]
  - الدوري الهولندي : 1990–91
- تفينتي أنشخيدة [9]
  - كائس هولندا : 2000–001

كمدرب
- بايرن ميونخ 2 [9]
  - الدوري الإقليمي بايرن : 2013–14
- أوترخت [9]
  - وصيف كأس هولندا : 2015–16
- اياكس[9]
  - الدوري الهولندي : 2018–19 ، 2020–21 ، 2021–22
  - كأس هولندا : 2018–19 ، 2020–21 ؛ الوصيف 2021–22
  - كأس السوبر الهولندي : 2019
- مانشستر يونايتد [9]
  - كأس الأتحاد الإنجيليزي : 2023–24 ؛ الوصيف : 2022–23
  - كأس رابطة الأندية الإنجليزية المحترفة : 2022–23

فردي
- جائزة رينوس ميشيلز : 2015–16 ، 2018–19 ، 2020–21 [9]
- مدرب الشهر في الدوري الإنجليزي الممتاز : سبتمبر 2022 ، فبراير 2023، نوفمبر 2023 [9]

## وصلات خارجية
- إيرك تين هاغ على موقع الاتحاد الأوربي (الإنجليزية)
- إيرك تين هاغ على موقع قاعدة بيانات كرة القدم.إي يو (الإنجليزية)